# 趙震雄
趙震雄（農曆1976年3月3日—），韓國男演員。本名趙元俊，藝名為其父親的姓名。
舞台劇演员出身，2004年出演電影中無台詞的串場角色，因電影是全新挑戰而視其為出道作。在電影與電視劇之間來回出演了許多令人印象深刻的配角，將近十年期間以「搶鏡者」、「豪華配角」逐漸拓展曝光度；縱使出演的作品本身毀譽參半，演技方面仍大多得到正面評價。出演的許多作品中，不分主演或配角，許多角色最後皆以死亡收場，被視聽人戲稱「賜死專業戶」。而飾演刑警的次數亦達十次，包含較為人知的電視劇《信號》李材韓；「刑警專業戶」之稱油然而生。此外，透過增減體重，與使用釜山方言演繹角色亦是其特色。在選擇作品時，除了對題材的興趣外，將能與誰合作——「人」的重要性放在第一位。在多部作品陸續獲獎項肯定與票房收支平衡後，亦逐漸受到觀影人認同為「值得信賴的演員」，晉升「忠武路演員」行列。

## 演藝經歷

### 2000年代
在大學期間加入校友劇團《東方》，於釜山當地劇團工作了約十年。當對一成不變的生活感到疑惑時，在首爾驛三洞遇上了任職於電影公司導演部門的前輩勸進試鏡，因而開啟了電影之路——。獲得父親首肯後，在片尾字幕中以敬愛的父親姓名作為藝名使用；並表示此項決定警惕了自己的行為舉止，以免玷污父親的名聲。
歷經試鏡與四處打工的生活，逐漸在電影界中站穩腳步，從此邁向了多產的演員生涯。2006年，多部出演配角的電影作品陸續發表。因電影《卑劣的街頭》而親身採訪了真實流氓，使用了全羅道方言與黑幫口吻詮釋角色。而後在電影《強敵》中首次飾演刑警，在西大門警察署考察了月餘。有感於該電影主演演員朴重勳對晚輩們的一句話「演戲為本份，應讓片場員工一天笑三次」，而力行在片場營造正向氛圍。直到以超齡飾演高中生的電影上映後，體認到曝光度提高。
2009年，首次出演無線電視劇《松藥局的兒子們》。滑稽且誇張的演技獲得視聽人喜愛，並感受到高收視率無線電視長篇劇集對曝光度的巨大影響。由於對快節奏拍攝步調的不適、悲劇情節的情緒難以平復與演技細節的琢磨，受到同劇演員孫賢周、朴宣英與編劇趙正善等人的幫助。而後，在電視劇《熱血男兒》結識演員李星民；劇中飾演死對頭，成為日後多次合作仍飾演各有立場的趣談。友情出演電影《B咖大翻身》；從嗤之以鼻到熱血吶喊，帶領觀影人情緒起伏，於一天內便完成拍攝而得到導演金容華的稱讚。

### 2010年代
2010年，出演電視劇《推奴》，結識同劇同齡演員張赫與吳智昊。此後得以獲得在電視劇《被稱為神的男子》中的反派演技之建議回饋。憑藉電影，首次榮獲第18屆春史電影獎新人男演員獎。
2011年，再次出演電視劇《松藥局的兒子們》同劇組之作品《相信愛》。從長達62集的長篇劇集中得以窺見，因應同時期拍攝其他作品而瘦身的體態變化。隨後在張赫向劇組推薦下，出演電視劇《樹大根深》。一反過去常飾演帶著滑稽性質的角色，於本劇中以沉著內斂的內禁衛將一角獲得視聽人喜愛。甚至與演員韓石圭一同榮獲2011年SBS演技大賞最佳情侶獎提名。
2012年，出演電影《與犯罪的戰爭：壞傢伙的全盛時代》而結識演員河正宇。恰到好處地融合釜山方言、黑幫與年長者口吻而創造出個人風格來詮釋角色，成為介紹此演員時常引用的素材之一。亦憑藉此角榮獲第21屆釜日電影獎最佳男配角獎。而後，自出道以來，首次以主演身份出演電影《嫌疑犯X》，在電影界中邁向下一個里程碑。
2014年，出演電影《走到盡頭》而結識演員李善均。對於強勁而細膩的表演獲得「體型如熊，演技如蛇」之稱讚。兩位主演演員於片中56分40秒首次見面的場景受到觀影人讚揚為「韓國電影三大登場名場面」之一。憑藉本片，在大鐘獎與青龍電影獎皆大有斬獲；兩位演員也共同榮獲第51屆百想藝術大賞男子最優秀演技賞。本片亦受邀參展第67屆坎城影展導演雙週單元，為首次出演作品受邀參與世界三大影展。但由於世越號沉沒事故發生，演員們選擇不克前往，僅由導演金成勳代表出席；而此後出席公開場合常佩戴黃絲帶以表哀悼。同年下半年，出演電影《鳴梁》，結識演員柳承龍。僅於前期製作看過部分資料，即向導演金漢珉毛遂自薦出演的意願。本片與2015下半年出演之電影，皆為韓國觀影人次破千萬的作品。
2016年，出演tvN開台十週年特別企劃電視劇《信號》。集結各方一時之選造就的高品質，受到各大獎項肯定與視聽人的喜愛。憑藉此角，正值40歲壯年，成為韓國「致命魅力大叔」流行趨勢代表之一；在海外亦大幅拓展其曝光度。起初因難以理解、劇情沉重而婉拒出演，而後導演金元錫以台詞「都過了20年，至少會有所改變，對吧？」打動說服。同年年中，出演導演朴贊郁的電影《下女的誘惑》。為飾演該角色，不僅減重18公斤、揣摩年長者舉止和長時間上妝；不同於電影《鳴梁》時硬背日文台詞，在本片前期製作時正式學習日語，使角色對話更為自然。本片亦入選第69屆坎城影展正式競賽單元，主演群與導演皆前往出席。
2017年，儘管多次婉拒，仍被說服以超齡飾演譽為韓國國父之稱的金九。電影《獄火重生：金昌洙》集獨立運動家與歷史民族英雄元素於一身，但作品並未受到韓國觀影人青睞。
2018年，出演電影《毒戰寒流》。為了角色形象再次節食與體能訓練。片中以身試毒的場景之粉末由鹽與粉筆灰構成，以致吸入後使眼球血絲與面部漲紅更加真實。而後，包含同年度電影《北寒諜戰》與在內的三部作品，在韓國的觀影人次均在500萬上下；且亦受邀加入美國影藝學院會員，可謂名利雙收的一年。
2019年，首次擔任第一屆平昌南北和平電影節之開幕式主持人。受到在電影《獄火重生：金昌洙》中結識的演員鄭進永演而優則導電影一事之激勵，獨自負擔了製作費用，得到業界友人協助，一同拍攝了名為《預告片》的短片。出演演員為曾經共演過舞台劇的舊識；甚至邀請到在電影《毒戰寒流》中結識的演員車勝元特別出演。目的在於了解企劃、前期製作、拍攝過程、導演擔任與後期製作等相關事宜。出演電影《男人不敗》；與劇組討論後決定尋求從出道前就仰慕已久的前輩演員薛景求共同合作。

### 2020年代
2020年，接連擔任JTBC電視台紀錄片節目《JTBC FACTUAL》旁白配音與主持之務。
2021年，將前年拍攝完畢的影像素材，完成特效與剪輯成約15分鐘的短片；以「任何人、任何時間、任何地點都可以成為英雄」為題，定名為《力士：預告片》。受邀參展第20屆紐約亞洲電影節國際短片單元與第25屆加拿大奇幻電影節。藉此尋找潛在投資人並改編為商業長片。
2022年，面對在演藝路上的心態調整，陸續婉拒片約，成立了工作室《JW ENT》，以製作人的身份重新踏出步伐，請教多位前輩建議，且嘗試將感到有趣的內容改編成OTT劇集形式。
2023年，首次擔任綜藝節目《帳篷外面是歐洲西班牙篇》的固定班底。原先打算婉拒，在聽聞企劃目的地為大學時期至今仍未實現的西班牙背包客旅行而心動；敲定可同行夥伴後成行。
2024年，首次出演OTT劇集《無路可走：輪盤賭》。由於原先主演演員李善均發生爭議事件而退出，劇組臨時尋求替補才應允加入。拍攝期間承受著失去好友的悲傷，並表達「連同他的份一起努力了」。另外透露參與製作劇集專案《野獸》的進度與背景。在尋求投資中雖遇困難，但也享受著新事物的樂趣，包含與台灣文化內容策進院簽訂合作備忘錄。

## 個人生活
出生於釜山，因故於小學舉家搬遷至首爾，高中時期轉學回釜山，直到大學畢業。在釜山任職於前輩所開設的表演學院時結識妻子，雙方於首爾重逢後正式交往。2013年情人節當天播出首次出演的綜藝《黃金漁場 膝蓋道士》，於節目中求婚。同年11月結婚，由好友演員張赫和權律擔任主持。由於為電影《鳴梁》剃了「月代」髮型，以致在電影《華頤：吞噬怪物的孩子》與《走到盡頭》，甚至婚禮都是配戴假髮。2020年，拍攝電影《警官之血》期間喜得千金，升格為父親。
從小受到父親影響而喜愛棒球，成為韓國樂天巨人棒球隊球迷。多次於拍戲與影展空檔時對手機上的比賽目不轉睛；亦於節目《黃金漁場 膝蓋道士》訪談中，自曝對比賽的熱愛已影響到工作的專心程度，受到球迷戲稱「非官方宣傳大使」。
在演藝界中以酒量甚佳聞名。2023年2月，因媒體錯誤報導與網路使用者的猜測，波及數名演員遭控酒駕。雖立即澄清，但一篇撰寫於2018年的網路迷因亦再度成為話題。敘述每每遇酒席，皆會喝至凌晨而造成工作人員困擾的抱怨文；其中文末一句「震雄來了」，在後續電影宣傳期間皆被拿來挖苦。

## 公共議題參與暨宣傳大使
2015年8月，因出演電影飾獨立運動家一角形象影響，受邀擔任新興武官學校之宣傳大使。
2019年3月，三一運動和大韓民國臨時政府成立100週年，獻聲朗讀《獨立宣言書》。4月，MBC電視台響應企劃紀念百位獨立運動家，出演金九篇。10月，釜馬民主抗爭40週年紀念儀式，受邀朗讀已故詩人林秀生的《釜馬民主抗爭的巨大火焰》。
2020年5月，受邀出席勞工運動家全泰壹逝世50週年紀念活動。朗讀已故人權律師撰寫之《全泰壹傳》中的部分段落。
2021年3月，大韓民國臨時政府成立102週年；7月，制憲節73週年，為紀念儀式影片獻聲旁白。8月，為接回客死異鄉的獨立運動將領洪範圖，以「人民代表」身份加入使節團，前往哈薩克參與遺體歸國儀式；全程拍攝成紀錄片，並於落幕後受邀擔任《洪範圖將軍記念事業會》宣傳大使。
2022年5月，受邀擔任首爾都立醫院宣傳大使。
2023年4月，為韓國障礙人開發院成果發表紀錄片獻聲旁白。9月，針對「洪範圖爭議」一事，作為演藝界首位回應媒體詢問而表達不認同之立場。10月，出席洪範圖將軍逝世80週年追悼會。12月，出席高麗劇場成立90週年暨高麗日報創刊100週年紀念展。
2024年12月，透過寄語影片，聲援參與彈劾時任總統之燭光集會的群眾。
2025年8月，於光復節80週年紀念儀式中，引領國人向各式太極旗宣讀誓詞。

## 演出作品

### 電視劇
| 年份   | 播出平台           | 劇名                   | 角色        | 備註              |
| ------ | ------------------ | ---------------------- | ----------- | ----------------- |
| 2007   | tvN                | 《浪漫獵手》           | 朴哲基      | 副角              |
| 2008   | OCN                | 《不要追究過去》       | 裴允九      | 配角              |
| 2008   | KBS Drama          | 《》                   | 朴社長      | 副角              |
| 2009   | KBS2               | 《松藥局的兒子們》     | 布魯特斯·李 | 配角              |
| 2009   | KBS2               | 《熱血男兒》           | 李崇吉      | 配角              |
| 2010   | KBS2               | 《推奴》               | 瀚暹        | 配角              |
| 2010   | MBC                | 《被稱為神的男子》     | 張虎        | 配角              |
| 2010   | MBC                | 《慾望的火花》         | 姜駿九      | 配角              |
| 2011   | KBS2               | 《相信愛》             | 金哲修      | 配角              |
| 2011   | SBS                | 《樹大根深》           | 無恤        | 配角              |
| 2014   | KBS2               | 《陽光滿溢》           | 朴康載      | 主演              |
| 2016   | tvN                | 《信號》               | 李材韓      | 主演              |
| 2016   | tvN                | 《》                   | 金銀甲      | 主演              |
| 2023   | JTBC               | 《壞媽媽》             | 崔海植      | 特別出演          |
| 2024   | U+Mobiletv Disney+ | 《無路可走：輪盤賭》   | 白仲植      | 主演              |
| 2025   | Netflix            | 《惡緣》               | 高利貸業者  | 特別出演          |
| 2026   | tvN                | 《第二個信號》（暫譯） | 李材韓      | 主演              |
| 待公布 | 待公布             | 專案名《野獸》         | -           | 首執導演 台韓合作 |

### 電影
| 年份 | 片名                               | 角色             | 備註           |
| ---- | ---------------------------------- | ---------------- | -------------- |
| 2004 | 《》                               | 野馬幫成員       | 出道作品／副角 |
| 2004 | 《》                               | 斗植             | 配角           |
| 2006 | 《Hello Stranger》                 | 龍吉             | 短片／主演     |
| 2006 | 《野獸》                           | 九龍派成員       | 副角           |
| 2006 | 《卑劣的街頭》                     | 永弼             | 配角           |
| 2006 | 《強敵》                           | 申刑警           | 副角           |
| 2006 | 《》                               | 趙洪圭           | 配角           |
| 2008 | 《最後的禮物》                     | 白仁哲           | 閒角           |
| 2008 | 《我的新拍檔》                     | 鄭英哲           | 配角           |
| 2008 | 《》                               | 炊事兵           | 配角           |
| 2008 | 《SPARE》                          | 走私者           | 聲音出演       |
| 2008 | 《甜蜜的謊言》                     | 鄭漢尚           | 配角           |
| 2008 | 《霜花店》                         | 泰安公           | 友情出演       |
| 2009 | 《B咖大翻身》                      | 實況評論員       | 友情出演       |
| 2009 | 《飛吧，企鵝》                     | 韓昌秀           | 配角           |
| 2009 | 《父山》                           | 韓尚九           | 配角           |
| 2010 | 《殺生遊戲》                       | 毒蛇             | 未發行         |
| 2010 | 《》                               | 燦植             | 配角           |
| 2010 | 《赤腳夢想》                       | 詹姆斯           | 友情出演       |
| 2011 | 《棒球之愛》                       | 鄭哲秀（查爾斯） | 配角           |
| 2011 | 《高地戰》                         | 劉在浩           | 配角           |
| 2011 | 《決戰投手丘》                     | 金容哲           | 配角           |
| 2012 | 《與犯罪的戰爭：壞傢伙的全盛時代》 | 金判浩           | 配角           |
| 2012 | 《》                               | 金勝大           | 友情出演       |
| 2012 | 《嫌疑犯X》                        | 趙明範           | 首次主演       |
| 2013 | 《神漢流氓》                       | 黃萬三           | 特別出演       |
| 2013 | 《憤怒的倫理學》                   | 朴明錄           | 主演           |
| 2013 | 《》                               | 李昌秀           | 配角           |
| 2013 | 《華頤：吞噬怪物的孩子》           | 尹基泰           | 配角           |
| 2014 | 《走到盡頭》                       | 朴昌民           | 主演           |
| 2014 | 《群盜：民亂的時代》               | 李泰基           | 配角           |
| 2014 | 《鳴梁》                           | 脇坂安治         | 主演           |
| 2014 | 《他不冏，他是我兄弟》             | 朴上延           | 主演           |
| 2015 | 《》                               | 老安             | 配角           |
| 2015 | 《界外球》                         | -                | 旁白           |
| 2015 | 《長壽商會》                       | 金長壽           | 主演           |
| 2015 | 《》                               | 秋尚沃（速射炮） | 配角           |
| 2016 | 《下女的誘惑》                     | 上月教明         | 主演           |
| 2016 | 《》                               | 朴東根／朴明根   | 主演           |
| 2016 | 《B咖大翻身2》                     | 實況評論員       | 特別出演       |
| 2017 | 《解凍屍篇》                       | 卞勝勳           | 主演           |
| 2017 | 《》                               | 具鐘鎮           | 主演           |
| 2017 | 《乘著馬車高歌》                   | 徐記者           | 特別出演       |
| 2017 | 《犯罪都市》                       | 廣域搜查隊隊長   | 友情出演       |
| 2017 | 《獄火重生：金昌洙》               | 金昌洙           | 主演           |
| 2018 | 《毒戰寒流》                       | 趙元浩           | 主演           |
| 2018 | 《北寒諜戰》                       | 崔學成           | 主演           |
| 2018 | 《》                               | 鄭錫鎬           | 主演           |
| 2019 | 《》                               | 馬德浩           | 主演           |
| 2019 | 《男人不敗》                       | 姜永基           | 主演           |
| 2019 | 《》                               | 楊敏赫           | 主演           |
| 2020 | 《》                               | 朴炯久           | 主演           |
| 2021 | 《1984 崔東元》                    | -                | 旁白           |
| 2022 | 《警官之血》                       | 朴剛尹           | 主演           |
| 2023 | 《對外秘密》                       | 全海雄           | 主演           |
| 2023 | 《全羅道少年殺人事件》             | 吳宰亨           | 特別出演       |
| 2023 | 《信徒2》                          | 趙元浩           | 主演           |
| 2024 | 《》                               | 李萬財           | 主演           |
| 2025 | 《獨立軍：未竟之戰》               | -                | 旁白           |

### 綜藝節目
| 播出日期                   | 電視台 | 節目名稱                   | 備註   |
| -------------------------- | ------ | -------------------------- | ------ |
| 2023年3月2日－2023年5月4日 | tvN    | 《帳篷外面是歐洲西班牙篇》 | 全10集 |

## 獎項
| 年份 | 頒獎典禮                   | 獎項                        | 作品                               | 結果 |
| ---- | -------------------------- | --------------------------- | ---------------------------------- | ---- |
| 2009 | KBS演技大賞                | 男子助演獎                  | 《松藥局的兒子們》                 | 提名 |
| 2010 | 第18屆春史電影獎           | 新人男演員獎                | 《》                               | 獲獎 |
| 2011 | 第47屆百想藝術大賞         | 電影部門 男子新人演技獎     | 《棒球之愛》                       | 提名 |
| 2011 | SBS演技大獎                | 男子Drama Special助演獎     | 《樹大根深》                       | 提名 |
| 2012 | 第21屆釜日電影獎           | 最佳男配角獎                | 《與犯罪的戰爭：壞傢伙的全盛時代》 | 獲獎 |
| 2013 | 第49屆百想藝術大賞         | 電影部門 男配角獎           | 《嫌疑犯X》                        | 提名 |
| 2013 | 第34屆青龍電影獎           | 最佳男配角獎                | 《華頤：吞噬怪物的孩子》           | 提名 |
| 2014 | 第18屆富川國際奇幻影展     | It Star Award               | 《走到盡頭》                       | 獲獎 |
| 2014 | 第23屆釜日電影獎           | 最佳男配角獎                | 《走到盡頭》                       | 提名 |
| 2014 | 第51屆大鐘獎               | 最佳男配角獎                | 《走到盡頭》                       | 提名 |
| 2014 | 第35屆青龍電影獎           | 最佳男配角獎                | 《走到盡頭》                       | 獲獎 |
| 2014 | 韓國電影演員協會           | 頂級配角獎                  | 《走到盡頭》                       | 獲獎 |
| 2014 | KBS演技大賞                | 男子助演獎                  | 《陽光滿溢》                       | 提名 |
| 2015 | 第10屆Max Movie最佳電影獎  | 最優秀男配角獎              | 《走到盡頭》                       | 獲獎 |
| 2015 | 第9屆亞洲電影大獎          | 最佳男配角獎                | 《走到盡頭》                       | 提名 |
| 2015 | 第51屆百想藝術大賞         | 電影部門 男子最優秀演技獎   | 《走到盡頭》                       | 獲獎 |
| 2015 | 第24屆釜日電影獎           | 最佳男配角獎                | 《》                               | 提名 |
| 2015 | 第36屆青龍電影獎           | 最佳男配角獎                | 《》                               | 提名 |
| 2016 | 第21屆春史電影獎           | 最佳男配角獎                | 《》                               | 獲獎 |
| 2016 | 第52屆百想藝術大賞         | 電影部門 男配角獎           | 《》                               | 提名 |
| 2016 | 第52屆百想藝術大賞         | 電視部門 男子最優秀演技獎   | 《信號》                           | 提名 |
| 2016 | 第5屆APAN Star Awards      | 中篇電視劇 男子最優秀演技獎 | 《信號》                           | 獲獎 |
| 2016 | tvN10 Awards               | 男演員獎                    | 《信號》                           | 提名 |
| 2016 | tvN10 Awards               | 演技大獎                    | 《信號》                           | 獲獎 |
| 2016 | 第1屆Asia Artist Awards    | 電視劇部門 大獎             | 《信號》                           | 獲獎 |
| 2016 | 第7屆韓國大眾文化藝術獎    | 國務總理表彰獎              | 不適用                             | 獲獎 |
| 2016 | 韓國電影演員協會           | 頂級明星獎                  | 不適用                             | 獲獎 |
| 2017 | 第53屆百想藝術大賞         | 電影部門 男配角獎           | 《下女的誘惑》                     | 提名 |
| 2017 | 第26屆釜日電影獎           | 最佳男主角獎                | 《解凍屍篇》                       | 提名 |
| 2018 | 第55屆大鐘獎               | 最佳男主角獎                | 《毒戰寒流》                       | 提名 |
| 2018 | 第3屆東亞網's PICK         | 金手獎                      | 不適用                             | 獲獎 |
| 2020 | 第18屆佛羅倫斯韓國電影節   | 影展電影獎                  | 不適用                             | 獲獎 |
| 2020 | 第24屆加拿大奇幻電影節     | 黑馬特別提及獎              | 《》                               | 獲獎 |
| 2020 | 第21屆釜山電影評論家協會獎 | 最佳男主角獎                | 《》                               | 獲獎 |
| 2020 | 第7屆韓國電影製作人協會獎  | 最佳男主角獎                | 《》                               | 獲獎 |
| 2021 | 第40屆黃金攝影獎           | 最佳男主角獎                | 《》                               | 獲獎 |
| 2021 | 第57屆百想藝術大獎         | 電影部門 男子最優秀演技獎   | 《》                               | 提名 |
| 2021 | 第8屆野花電影獎            | 最佳男主角獎                | 《》                               | 提名 |
| 2021 | 第26屆春史電影獎           | 最佳男主角獎                | 《》                               | 提名 |
| 2022 | 第31屆釜日電影獎           | 最佳男主角獎                | 《警官之血》                       | 提名 |
| 2023 | MTN 放送廣告盛典           | CF明星最優秀獎              | 不適用                             | 獲獎 |
| 2023 | 第18屆亞洲模特兒獎         | 演員部門 亞洲明星獎         | 不適用                             | 獲獎 |
| 2023 | 第31届大韓民國文化演藝大賞 | 電影部門 男子最優秀演技獎   | 《對外秘密》                       | 獲獎 |
| 2024 | 第29屆釜山國際電影節       | 釜山所愛電影人獎            | 不適用                             | 獲獎 |
| 2024 | 第6屆亞洲內容大獎          | 最佳男主角獎                | 《無路可走：輪盤賭》               | 提名 |
| 2024 | 第44屆黃金攝影獎           | OTT部門 特別演技獎          | 《無路可走：輪盤賭》               | 獲獎 |
| 2024 | 2024首爾國際電影大獎       | 電影演員評選的最佳演員獎    | 《》                               | 獲獎 |

## 外部鏈接
- NAVER （页面存档备份，存于）
- 趙震雄 （页面存档备份，存于） (Saram Entertainment官方網站)
- 趙震雄的Facebook專頁